# 劉平伏
劉平伏（?—?），是中国南北朝时期西魏山胡部落首领。
劉平伏附屬西魏，官居夏州（治今陝西省靖邊縣北）刺史。西魏文帝大統元年（541年）三月，劉平伏率领部下起事反魏，據有上郡（今陝西省榆林市東南）。不久，為大都督于謹（八柱國之一）擊敗，劉平伏和別部統帥劉持塞同時被俘。